# Triomf naval
A l'antiga Roma, el triomf naval (en llatí: triumphus navalis) era una celebració similar al triomf, però a petita escala. Es caracteritzava per l'exhibició de les puntes davanteres o esperons dels vaixells enemics i altres trofeus nàutics com a part de l'exhibició.
El primer triomf naval del qual es té notícia fou concedit a Gai Duïl·li, que va combatre a la Primera Guerra Púnica i va consolidar el domini romà a la Mediterrània. El seu succés fou tan notable que durant la resta de la seva vida quan retornava a casa a la nit, era acompanyat de flautistes i porta torxes. El segon triomf naval fou celebrat per Gai Lutaci Càtul per la seva victòria a les illes Ègates (241 aC), el tercer per Quint Fabi Labeó triomfador sobre els cretencs (189 aC) i el quart per Gneu Octavi sobre Perseu de Macedònia, sense captius ni botí.